# Харлампьева, Наталья Ивановна
Наталья Ивановна Харлампьева (род. 1952) — русский советский и якутский писатель, прозаик и поэт. Член Союза писателей СССР (с 1988 года). Народный поэт Якутии (2002). Заслуженный работник культуры Российской Федерации (2007). Лауреат Большой литературной премии России (2003) и Литературной премии имени Дельвига (2015).

## Биография
Родилась 1 сентября 1952 года в селе Маган Якутской АССР.
С 1973 по 1978 год обучалась на историко-филологическом факультете Якутского государственного университета. С 1978 года работала корреспондентом якутской газеты «Северная трасса», в последующем на партийной работе в Якутском областном комитете КПСС в должностях: инструктора сектора печати, секретаря Кобяйского районного комитета КПСС и в должности — заведующей отделом культуры газеты «Кыым». С 1988 по 1990 год — главный редактор Якутского книжного издательства. С 2002 по 2012 год — главный редактор республиканской газеты «Саха сирэ». С 2012 года — советник Главы Якутии по вопросам культуры.
Член Союза писателей СССР с 1988 года. С 1998 года является председателем правления Союза писателей Якутии, и с 2003 года — секретарём Союза писателей России. В 1975 году вышли первые поэтические произведения Н. И. Харлампьевой. В 1976 году был издан её первый поэтический сборник «Аэроплан». В 1979 году была участницей Пятого Всесоюзного совещания молодых писателей, проходившего в Москве. В 1986 году за книгу стихов «Красный подснежник» Харлампьева была удостоена Премии комсомола Якутии. В 2003 году «За поэтические публикации последних лет» Н. И. Харлампьева была удостоена Большой литературной премии России. В 2015 году за книгу «Признание в любви. Якутия в русской поэзии во второй половине XX века» была удостоена Литературной премии имени Дельвига. В 2020 году издательством «Молодая гвардия» в цикле серии биографий Жизнь замечательных людей вышла её книга «Семен Данилов», о жизни народного поэта Якутии С. П. Данилова. Литературные произведения Харлампьевой переводились на русский, татарский, украинский и казахский языки.
В 2002 году Наталье Ивановне Харлампьевой было присвоено почётное звание Народный поэт Якутии, а 4 декабря 2007 года — Заслуженный работник культуры Российской Федерации.
В январе 2022 года в рамках Expo 2020 Dubai имя Натальи Харлампьевой внесено в антологию мировой поэзии «Мировое поэтическое древо» (англ. The World Poetry Tree) под редакцией эмиратского поэта и журналиста Аделя Хозама. По мнению Emirates News Agency, «эта книга войдёт в историю мировых выставок как первая в своём роде инициатива собрать в антологию произведения литературных корифеев со всех континентов».

## Награды
- Орден Дружбы (11 апреля 2024) — за большой вклад в развитие отечественной культуры и искусства, многолетнюю плодотворную деятельность[9]
- Заслуженный работник культуры Российской Федерации (4 декабря 2007) — за заслуги в области культуры и многолетнюю плодотворную работу[4])
- Народный поэт Якутии (2002)
- Заслуженный работник культуры Республики Саха (Якутии)

### Премии
- Государственная премия Республики Саха (Якутия) имени П.А.Ойунского (23 апреля 2021) — за значительный вклад в изучение жизни и творчества, пропаганду литературного наследия классиков якутской литературы П.А. Ойунского и С.П. Данилова, укрепление литературных связей между народами, многолетнюю плодотворную творческую деятельность
- Литературная премия имени Дельвига (2015) — за книгу „Признание в любви. Якутия в русской поэзии во второй половине XX века“, укрепление творческих связей между русской и якутской литературой и художественные открытия в поэзии»[10]
- Большая литературная премия России (2003) — за поэтические публикации последних лет[11]
- Всероссийская литературная премия имени А. Т. Твардовского
- Международная литературная премия «Алаш» Республики Казахстан